# Káiti
Káiti ou Ketti est une ville située dans le district des Nilgiris dans le Tamil Nadu en Inde du Sud.